# Špirlice
Špirlice (Sarracenia) je botanický rod. Všichni zástupci tohoto rodu patří mezi masožravé rostliny. Rostlina má listy přetvořeny ve speciální lapací orgány - láčky, pomocí nichž lapá drobný hmyz. Láčky špirlic ale na rozdíl od láčkovky nevyrůstají z konců listů, ale tvoří celou plochu listu.

Popis květu špirlice.

## Zástupci
- Sarracenia alata
- Sarracenia alata var.nigropurpurea
- Sarracenia flava var. flava
- Sarracenia flava var. rugelii
- Sarracenia flava var. maxima
- Sarracenia flava var. cuprea
- Sarracenia flava var. ornata
- Sarracenia flava var. rubricorpora
- Sarracenia flava var. atropurpurea
- Sarracenia leucophylla
- Sarracenia minor var. minor
- Sarracenia minor var. okefenokeensis
- Sarracenia oreophila
- Sarracenia psittacina
- Sarracenia purpurea ssp. purpurea
- Sarracenia purpurea ssp. venosa
- Sarracenia rubra ssp. rubra
- Sarracenia rubra ssp. gulfensis
- Sarracenia rubra ssp. alabamensis
- Sarracenia rubra ssp. jonesii
- Sarracenia rubra ssp. wheryi